# F.E.A.R. 3
F.E.A.R. 3 (zapis stylizowany: F.3.A.R) – gra będąca połączeniem gatunków first-person shooter oraz survival horror wyprodukowana przez Day 1 Studios i wydana w 2011 roku przez WB Games. Jest to kontynuacja gry F.E.A.R. 2: Project Origin wydanej w 2009 roku.

## Fabuła
9 miesięcy po wydarzeniach z obu poprzednich gier, Point Man został schwytany przez Armacham i zamknięty w szpitalu psychiatrycznym, ale jego brat – Paxton Fettel – pomaga mu uciec. Tworząc razem zespół starają się wydostać ze szpitala przez slumsy.

## Rozgrywka
Gracze kontrolują Point Mana albo Paxtona Fettela, protagonistę i antagonistę z pierwszej części gry. Umiejętności Point Mana pozostają takie same jak w poprzednich odsłonach. Jako Fettel używają telekinezy, ogłuszenia i innych mocy. Obaj bohaterowie mogą używać rzeczy przeciwników, takich jak mechy. Nowością w grze F.E.A.R. 3 jest poprawiony system osłon i tryb kooperacji, w który można grać zarówno online jak i offline.
Używając helikoptera, Point Man i Fettel wracają do Fairport żeby skontaktować się z członkiem załogi F.E.A.R., Jin Sun-Kwon. W trakcie powrotu okazuje się, że cywile, którzy przeżyli wybuch, oszaleli albo zostali zabici przez ludzi Armachamu. W końcu bracia spotykają się z Jin – odtwarza ona nagranie wideo, na którym jest Michael Becket, który został zgwałcony przez Almę.

## Odbiór gry
Krytycy chwalili rozgrywkę i tryb kooperacji, natomiast skrytykowali słabą fabułę gry, uważając że gracz nie jest już trzymany w napięciu w takim stopniu jak w poprzednich częściach.